# Kimberleyeleotris notata
Kimberleyeleotris notata е вид лъчеперка от семейство Eleotridae.

## Разпространение
Видът е разпространен в Австралия.